# Podziemna Trasa Turystyczna w Przemyślu
Podziemna Trasa Turystyczna w Przemyślu – połączony w trasę turystyczną zespół dawnych miejskich piwnic oraz kanalizacji, znajdujący się w Przemyślu. Obiekt jest jednostką miejska, zarządzaną przez firmę KLAVO.
Idea zagospodarowania przemyskich podziemi powstała około 2001 roku. Plan zakładał powstanie trasy, łączącej kamienice przy Rynku 1 oraz 11. W 2012 roku otwarto pierwszą część zrewitalizowanych podziemi - Piwnicę Artystyczną pod Niedźwiadkiem. Prace przy kolejnym odcinku prowadzone były do 2015 roku, a ich finansowanie pochodziło ze środków budżetu miasta oraz Podkarpackiego Wojewódzkiego Konserwatora Zabytków.

W dniu 1 kwietnia 2015 roku otwarto Trasę, stanowiącą połączony ze sobą zespół dawnych piwnic kupieckich, z których najstarsze pochodzą z XV wieku oraz fragmentów miejskiej kanalizacji. Aktualnie w jej skład wchodzą dwukondygnacyjne piwnice pod budynkiem przemyskiego magistratu (Rynek 1) oraz XVII-wieczny kolektor, biegnący pod Rynkiem oraz ul. Mostową. Wyjście z podziemi znajduje się na płycie rynku, na wysokości kamienicy nr 5. Całość trasy ma ok. 120 metrów, a w najgłębszym miejscu sięga ona 10 metrów poniżej poziomu gruntu.
Podziemia są obiektem całorocznym, czynnym codziennie z wyjątkiem poniedziałków. Wstęp jest płatny, a zwiedzanie odbywa się w grupach, prowadzonych przez przewodnika.